# Licantropía
La licantropía es la mitológica habilidad o poder que tiene un ser humano para transformarse en lobo o licántropo. El término «licantropía» viene del griego antiguo lykánthropos (λυκάνθρωπος): λύκος, lýkos ('lobo') + άνθρωπος, ánthrōpos ('ser humano'). La palabra también se puede utilizar para referirse al acto de transformar a otro humano en lobo.
La etimología folclórica también conecta la palabra a Licaón, rey de Arcadia, quien de acuerdo al poema Las metamorfosis de Ovidio, fue convertido en un lobo rabioso como respuesta al intento de servir carne humana, la de su propio hijo, durante la visita de Zeus, para refutar o desaprobar la divinidad del dios.
Existe también una enfermedad mental llamada licantropía, en la cual el paciente cree ser o haberse transformado en un animal, y se comporta de acuerdo a ello. Es común referirse a ella como «licantropía clínica» para distinguirla de la licantropía mitológica.
Aspectos similares se encuentran en la mitología egipcia (véase teriantropía), donde hay seres con características tanto humanas como animales.

## Hipótesis
En las leyendas, a la licantropía se le atribuye una explicación, misma que, comúnmente, se relaciona con la magia y lo paranormal; se podría decir que se desarrolla como consecuencia de caracteres genéticos heredados, heridas producidas por otro licántropo, maldiciones y objetos mágicos o desconocidos.

## Simbología de la transformación
En cualquier caso, la denotación de licantropía está limitada a la metamorfosis de seres humanos en lobos. La transformación puede ser temporal o permanente; el hombre-animal podría representar un hombre que se transformó a sí mismo, o bien ser su doble, cuya actividad deja al hombre real aparentemente sin cambio alguno; podría ser símbolo de su alma, la cual busca a quien pueda devorar y dejar su cuerpo en un estado de trance; o quizás solo el mensajero de un ser que, en definitiva, representa una íntima conexión que se demuestra en el factor que éste sufriese por la repercusión en el ser humano de la misma herida correspondiente.

## Transmigración de almas
La licantropía, con frecuencia, se confunde con la «transmigración de almas»; sin embargo, la característica esencial del medio animal es la forma alternativa o el doble de un ser humano, mientras que el alma animal es el vehículo, temporal o permanente, del espíritu de un humano muerto. No obstante, los casos en la leyenda de los seres humanos reencarnados como lobos se clasifican a menudo como licantropía, así como los mismos son etiquetados como hombres lobos en el folclore local.
No hay línea de demarcación, y esto hace probable que licantropía esté conectada con nagualismo y la creencia en espíritus familiares, más que con palingenesia, como Edward Burnett Tylor discutió, o con totemismo, según lo sugerido por J. F. McLennan. Así, estos orígenes para licantropía mezclan una creencia en la reencarnación, una creencia en compartir almas entre los seres humanos y las bestias, y de una creencia en los fantasmas humanos que aparecen como animales no humanos después de la muerte. Una característica de la palingenesia es el velar los límites entre lo intangible y lo corpóreo, para concebir almas a menudo como sólidas, formas visibles que necesitan comer y que pueden causar daño físico.

## Brujería
El fenómeno de la repercusión, la energía y el poder de la metamorfosis animal, o de enviar un familiar, verdadero o espiritual, como mensajero, y los poderes sobrenaturales conferidos por la asociación con tal familiar, también se atribuyen al mago varón y a la hembra; y las supersticiones de brujería son paralelas a ello, si no idénticas, a la creencia en la licantropía. El carácter involuntario ocasional del ser licántropo es por lo general la única característica que lo distingue. En otra dirección, el fenómeno de la repercusión se afirma para manifestarse en la conexión con el arbusto-alma (entiéndase espíritus de la naturaleza) de África del oeste y con el nagual (o nahual) de América Central; pero aunque no hay línea de demarcación para ser dibujada en los argumentos lógicos, la energía asumida del mago y de la asociación íntima del arbusto-alma o el nagual con un ser humano no se denomina licantropía. Sin embargo será bueno tocar ambas creencias aquí.

## Ancestros animales
Las historias de gente que desciende de animales son explicaciones comunes de los orígenes de tribus y clanes. A veces los animales asumieron formas humanas para asegurar que sus descendientes conservaran sus formas humanas, otras veces la historia de origen es la de un humano que se casa con un animal normal.
La mitología tradicional de los nativos norteamericanos en particular, mezcla la idea de antepasados osos, con osos que son capaces de deshacerse de sus pieles para asumir la forma humana, casándose con mujeres con este aspecto. La descendencia puede ser monstruosa, con la anatomía combinada, como también podrían ser niños muy hermosos con fuerza misteriosa, o podrían ser seres de forma cambiante, al igual que el progenitor.
P'an Hu es representado en varias leyendas de la mitología china como un perro sobrenatural, un perro con cabeza humana, o un can de forma cambiante a humano que se casó con la hija del emperador y fundó al menos una raza. Cuando él es representado como un ser de forma cambiante, todo de él puede hacerse humano excepto su cabeza. La raza(s) descendiente(s) de P'an Hu a menudo era caracterizada por escritores chinos como los monstruos que combinaron la anatomía de perro y la humana.

## Espíritus animales
En el Norte y Centroamérica, y en cierta medida en África Occidental, Australia y otras partes del mundo, cada Hombre adquiere en la pubertad un espíritu tutelar (Ver: Demonología); en algunas tribus nativas americanas los jóvenes matan, de manera rápida, al animal con el que sueñan en su iniciación; su garra (uña), piel o plumas son puestas en un pequeño bolso y hechos su "medicina" y con cuidado deben ser conservadas, una vez perdida nunca puede ser sustituida. En África Occidental esta relación, como se dice, es firmada (establecida) mediante la obligación de sangre, y es tan cercana que la muerte del animal hace que el hombre muera y viceversa. En otra parte la posesión de un espíritu tutelar en la forma de animal es el privilegio del mago. En Alaska el candidato por poderes mágicos tiene que dejar las moradas de hombres; el jefe de los dioses envía una nutria para encontrarlo, que él mata diciendo "O" cuatro veces; él entonces recorta su lengua y así asegura los poderes que él busca.
Los malayos creen que el oficio de los "pawang" (sacerdote) sólo es heredada si el alma del sacerdote muerto, en forma de un tigre, pasa en el cuerpo de su hijo. Mientras el familiar a menudo es considerado como la forma alternativa del mago, el "nagual" o el alma de arbusto comúnmente es considerada como totalmente distinta del ser humano. Creencias de transición, sin embargo, se encuentran sobre todo en África, en la cual el poder de transformación se atribuye a la población de ciertas áreas. La gente de Banana, Congo, se dice que se cambian ellos mismos por el medio mágico, compuesto de embriones humanos y otros ingredientes, pero en su forma de leopardo ellos no pueden hacer ningún daño a la humanidad bajo el dolor de conservar siempre la forma de bestia.
Un eslabón es suministrado por la creencia zulú que el mago familiar es realmente un ser humano transformado; cuando él encuentra un muerto sobre el cual puede trabajar su hechicería sin el miedo de ser descubierto, el mago respira una especie de vida en ello, que le permite moverse y hablar, ello pensando en que algún mago muerto ha tomado posesión de eso. Él entonces quema un agujero en la cabeza y por la abertura extrae la lengua. El remoto Hechizo tiene el efecto de cambiar el cuerpo avivado de nuevo en la forma de algún animal, la hiena, el búho, o el gato salvaje, siendo el último el favorito. Esta criatura entonces se hace el sirviente del mago y obedece todas las cosas que este mande; su empleo principal debe, sin embargo, infligir la enfermedad y la muerte sobre las personas; su amo (maestro) tiene aversión.
En Melanesia hay una creencia en el "tamaniu" o "atai" que es la contraparte animal de una persona. Esta puede ser una anguila, un tiburón, un lagarto, o alguna otra criatura. Esta criatura es corpórea, puede entender el habla humana, y comparte la misma alma que su amo (maestro), conduciendo a las leyendas y cuentos que tienen muchas características típicas de intercambio de cuerpos, como que cualquier herida o muerte afecta ambas formas inmediatamente.

## Variedades regionales
Aunque el término licantropía evoca principalmente la metamorfosis en un lobo, la licantropía está en la práctica popular usada como la transformación en cualquier animal, aun cuando el término apropiado sea teriantropía. En India y las islas asiáticas el tigre es la forma más común; en el Norte de Europa, el oso (ver berserker); en Japón, el zorro, tanuki, y a veces un lobo; en África, el leopardo, hiena; y en Sudamérica, el jaguar. Aunque haya una tendencia para el animal carnívoro más importante del área para tomar el primer lugar en historias y creencia en cuanto a la transformación, las bestias menos importantes de presa y animales hasta inofensivos como el ciervo o el conejo también figuran prominentemente entre los medio-animales. Otro caso insólito es el hombre-tiburón de Polinesia y el hombre-cocodrilo de Indonesia y Egipto.

## Licantropía en Norteamérica
En muchos rasgos de las culturas nativas se habla de un "caminante de la piel" o un concepto similar, en el que un chamán o el guerrero, según la tradición cultural puede tomar una forma de animal. Las formas de animal varían en consecuencia con la cultura y las especies locales (incluyendo osos y lobos), por ejemplo, un coyote tiene mayor probabilidad de ser relacionado como la forma alterna de un "caminante de la piel" (skinwalker) en la región de las Grandes Llanuras (Great Plains).
En el folclore moderno y la ficción el Wendigo encontrado en las historias de muchos de los pueblos algonquinos es a veces considerada similar a licántropos, en que aquella gente podría transformarse en ellos. Las leyendas originales varían considerablemente.
Los Cajunes de Luisiana también creían en una criatura similar llamada Rougarou.
El folclore moderno de Wisconsin describe al hombre lobo como una criatura llamada "la Bestia de Bray Road".
En México se le conoce como Nahual a los brujos que se cree son capaces de convertirse en perros o en lobos.

## Licantropía en Sudamérica
Según K. F. P. v. Martius, el kanaima es un ser humano que emplea veneno para llevar a cabo su función de vengador de sangre; otras autoridades representan al kanaima como un jaguar, que es vengador de sangre o el familiar de un hechicero caníbal. Algunos sudamericanos mantienen que el séptimo niño del mismo sexo en la sucesión familiar se convierte en un medio-hombre, o en una media-mujer, y toma la forma de un caballo sin cabeza (o mula sin cabeza), cabra, cerdo, entre otros. El hombre delfín o hombre bufeo (boto) es común en el folclore y las leyendas (Leyenda del bufeo) de los nativos de la selva amazónica de Perú y Brasil. Sin embargo, el mito se ramifica más a uno de los poderes supuestos del boto (en el que cambia su forma en él de un humano) más bien que un hombre que cambia su forma en la de un animal. En el Paraguay y el nordeste de Argentina y en el norte de Uruguay, al igual el Mato Grosso de Brasil y el sur de Bolivia exactamente en el Chaco Boreal Boliviano y el sur de Santa Cruz existe la figura legendaria del Luisón mito paraguayo, mucho más cercana al Hombre Lobo europeo que otras criaturas zooantropomórficas del continente pero a la vez con ciertas diferencias.

## Licantropía en Europa
El lobo es la forma más común del híbrido humano-animal, sin embargo, en el norte el oso disputa su preeminencia. En la antigua Grecia el perro era también asociado a esta creencia.
El folclore rumano actualmente tiene múltiples variaciones del tema de la licantropía. El vârcolac es frecuentemente —mas no exclusivamente— visto como un hombre lobo aunque puede también referirse a demonios, vampiros, duendes o fantasmas; el pricolici es más universalmente una forma de lobo, y de muchos como el strigoi se dice que anteriormente eran humanos no muertos, habiendo resucitado desde su tumba para hacer estragos a los vivos. Adicionalmente, ambos términos strigoi y moroi son tradicionalmente asociados de manera cercana tanto con pricolici como con vârcolaci, y mientras la ficción moderna hace una clara distinción entre los términos (con strigoi y moroi siendo usados más como una referencia a los vampiros que a la licantropía, y el último refiriéndose más a lo vivo como opuesto a los vampiros no muertos), el viejo folclore no los deja tan fácilmente diferenciables, especialmente con las variantes regionales.
Existen leyendas en el folclore español sobre una "familia" de licántropos que vivían en el Reino de Castilla a mediados del siglo X. Esta familia de licántropos llamados "Los Zerra" trabajaban para el rey Alfonso III para proteger la ciudad de Toledo de mercenarios. Los Zerra o Sierra eran una familia muy diplomática según la leyenda, caballeros educados todos, sobre todo el padre de la familia Fabio de la Zerra, cosa que es muy poco común entre los licántropos. Se dice que también ayudaron en el acuerdo matrimonial entre Isabel I de Castilla y Fernando II de Aragón el cual 6 años más tarde Enrique IV rompió. Tras la unión de los reinos de Castilla y Aragón la familia se trasladó a la ciudad de Toulouse, Francia.
Supersticiones afirman que la familia, aprovechando la Colonización europea de América, zarparon como tripulación en uno de los barcos de trabajadores que iban a reforzar en la construcción de una colonia francesa asentada en la isla de Saint Bartholomew.
Según escritos y leyendas folclóricas europeas, se le atribuye a los licántropos la habilidad de poder manipular su apariencia en cuanto a la edad humana, junto a la inmortalidad, estas habilidades son claves en la ayuda para pasar inadvertidos a través de la historia.
En España, el caso más conocido es el de Manuel Blanco Romasanta, en la primera mitad del siglo XIX
Véase también:
- Berserker
- Strigoi

## Licantropía en África
En Etiopía el poder de la transformación es atribuido a los Boudas (personas de una tribu con poderes místicos), y al mismo tiempo hay archivos de licantropía patológica (ver abajo). Los herreros o forjadores son acreditados con poderes mágicos en muchas partes del mundo, y su significancia con que los Boudas son trabajadores en hierro y metales similares; en la "Vida de N. Pearce" (Life of N. Pearce) (i. 287) un observador europeo relata una historia de una supuesta transformación que toma lugar en su presencia y casi ante sus mismísimos ojos. Los animales de los que se toma forma en África incluyen la gacela, cocodrilo, hiena, chacal, león y leopardo.

## Licantropía en el Pacífico Sur
Hay varias historias de personas que se convierten en tiburones en varias islas del Pacífico Sur. Para la mayor parte, estas criaturas híbridas son benévolas o por lo menos no malignas. Hay muchas historias variantes en como el hombre-tiburón llega a ser. Una historia es que un hombre-tiburón hereda su habilidad. Otras apuntan a los niños perdidos en el mar o de niños adoptados por un dios tiburón. Muchos de los humanos que se han convertido en tiburón son descritas teniendo patrones de piel que los tiburones naturalmente no tienen: similar a los patrones del paño de las mantas que se envuelven alrededor de infantes.

## Licantropía en las Indias Orientales
Los poso alfures de las Célebes creen que el hombre tiene tres almas, inosa, el principio vital, angga, el intelectual y tanoana el elemento divino. El inosa puede ser detectado en las venas y arterias; este es dado al hombre por uno de los grandes fenómenos naturales, más específicamente el viento. El angga es la parte intelectual del hombre; su ubicación es desconocida; después de la muerte este va al inframundo, y, a diferencia del "inosa", que, como se cree, es disuelto en sus elementos originales, toma posesión de un cuerpo inmaterial. El tanoana es lo divino en el hombre y después de la muerte regresa a su señor, Poewempala boeroe. Esto va en adelante durante el sueño, y todo lo que esto ve lo susurra en el oído del durmiente y luego él sueña. De acuerdo con otro cuento, el tanoana es la sustancia de la cual el hombre vive, piensa y actúa; el tanoana del hombre, plantas y animales es de la misma naturaleza. El tanoana de un hombre puede ser fortalecido por aquellos de otros; cuando el tanoana se va o es destruido el hombre muere. El tanoana parece ser el alma a la cual las hazañas de licántropos son atribuidas.
Entre los toradjas de Célebes central está la creencia que el hombre interior puede tomar la forma de un gato, jabalí, simio u otro animal, y luego devolverse a la forma humana; este es denominado lamboyo. la relación exacta del lamboyo con el tanoana no parece estar clara; más abajo puede ser notado que la vista es variable. De acuerdo con algunos el poder de transformación es un regalo de los dioses, pero otros mantienen que la licantropía es contagiosa y puede ser adquirida por la ingesta de comida dejada por un licántropo o hasta por medios insólitos. Los Toradjas mantienen que cualquiera que toque sangre se convierte en uno de estos seres. En relación con este punto de vista está la creencia de que la licantropía puede ser curada; el pecho y estómago del afectado debe ser lavado y raspado, entre otras cosas, y debe ser extraído cualquier objeto que pudiese guardar relación con brujería. El paciente bebe una medicina y el mal deja el cuerpo en forma de gusanos y serpientes. Hay ciertas marcas por las que estos seres "cambiantes" pueden ser reconocidos. Sus ojos son inestables y algunas veces verdes con sombras oscuras de fondo. Él no duerme y luciérnagas salen de su boca. Sus labios permanecen rojos y tiene una larga lengua.
Algunas de las formas del lamboyo son distintivas de otros animales por el factor de que ellos andan alrededor de las casas; El hombre-búfalo tiene solamente un cuerno, y el Hombre-cerdo se transforma a sí mismo en un hormiguero, tales como los que cuelgan de los árboles. Algunos dicen que los licántropos realmente no toman la forma de un animal ellos mismos, pero, como el hechicero, solo envían un mensajero. El lamboyo ataca preferentemente a individuos solitarios, puesto que no le gusta ser observado. La víctima cae dormida y pierde la conciencia; el lamboyo entonces asume forma humana y mutila su víctima, esparciendo los fragmentos. Él toma el hígado y lo devora, junta el cuerpo de nuevo, lo lame con su larga lengua y lo une de nuevo. Cuando la víctima despierta no tiene ni idea de que algo inusual le haya ocurrido. Se va a casa, pero pronto se empieza a sentir mal. En pocos días muere, pero antes de su muerte puede, algunas veces, decir el nombre del "cambiante" de la cual fue víctima.
De aquí se puede inferir que el lamboyo era idéntico al tanoana: la ausencia del lamboyo parecía llevar a una condición de inconsciencia, y esto podría asumir una forma humana. En otros casos, sin embargo, el lamboyo parece ser análogo al familiar del hechicero. Los Toradjas cuentan una historia de como un hombre una vez fue a casa de una mujer y le pidió una cita; era de noche y ella estaba durmiendo; le hizo la pregunta tres veces antes de obtener respuesta: "en la plantación de tabaco". El esposo estaba despierto, y al día siguiente siguió a su esposa, la cual fue irresistiblemente atraída allí. El licántropo fue a su encuentro en forma humana, sin embargo, su cuerpo estaba preparado para construir una nueva casa, lo que causó que la mujer se desmayase tres veces. En ese momento, el esposo atacó al licántropo con una vara, y el monstruo intentó escapar convirtiéndose en hoja. En esto, el esposo lo tomó y colocó en una pieza de bambú y selló los orificios de manera que no pudiera escapar. Entonces, volvió a la aldea y arrojó el bambú al fuego. El ser cambiante gritaba: "¡No!", y tan pronto como fue quemado murió.
De acuerdo a una tercera forma de la creencia, el cuerpo de un ser cambiante es transformado por sí mismo. Una noche, un hombre dejó el campamento donde un grupo se preparaba a pasar la noche; uno de sus compañeros escuchó un ruido sospechoso y disparó hacia la oscuridad. Pronto, el hombre volvió y dijo que le habían disparado. Aunque no se observó marca alguna donde se suponía que debería estar el disparo, el hombre murió luego de unos pocos días.